# NGC 1316
NGC 1316 (Печь A) — линзовидная галактика в созвездии Печь. Необычная структура этой галактики образовалась в результате столкновения галактик. Она предположительно около 3 миллиардов лет назад поглотила спиральную галактику. Около 100 миллионов лет назад начала поглощать соседнюю меньшую спиральную галактику с перемычкой NGC 1317. В ней содержится яркий радиоисточник Печь А (Fornax A).
Галактика входит в Скопление Печи.
В галактике зарегистрировано четыре вспышки сверхновых: SN1980N (тип Ia, 7 декабря 1980), SN1981D (тип не установлен, 1 марта 1981), SN2006dd (тип II, 19 июня 2006) и SN2006mr (тип Ia, 5 ноября 2006). 
Галактика NGC 1316 входит в состав группы галактик NGC 1316. Помимо NGC 1316 в группу также входят ещё 22 галактики.